# Mario Nowak
Mario Nowak (* 20. Februar 1985) ist ein ehemaliger deutscher Footballspieler.

## Laufbahn
Nowak lernte die Football-Grundlagen in der Jugendabteilung der Berlin Adler, vollzog den Sprung in die Herrenmannschaft der Adler und damit in die höchste deutsche Spielklasse, die GFL. Der 1,86 Meter messende Linebacker wurde mit der Mannschaft 2004 und 2009 deutscher Meister sowie 2008 Gewinner des EFAF Cups und 2010 sowie 2014 des Eurobowls.
Er war deutscher Nationalspieler: Bei der Europameisterschaft 2010 und 2014 errang er mit der Auswahl jeweils den Europameistertitel. Bei der Weltmeisterschaft im Jahr 2007 wurde Nowak mit der deutschen Mannschaft Dritter und bei der WM 2011 Fünfter.
Nach dem Ende der 2014er-Saison verließ Nowak die Adler und schloss sich dem Stadtrivalen Berlin Rebels an. Seine Spielertätigkeit bei den Rebels dauerte verletzungsbedingt aber nicht lange. Im Auftaktspiel der Saison 2015 stand er in den Farben der Berlin Rebels auf dem Rasen, anschließend fiel er aus gesundheitlichen Gründen aus und zog einen Schlussstrich unter seine Spielerzeit im Leistungsfootball.
Er war in den Spieljahren 2016 und 2017 bei den Berlin Adlern als Mitglied des Trainerstabes für die Betreuung der Linebacker verantwortlich. 2018 pausierte Nowak, im Vorfeld der Saison 2019 wechselte er zu den Berlin Rebels und trat dort das Amt des Assistenztrainers wiederum mit Zuständigkeitsbereich Linebacker-Position an.